# Acalypha mandonii
Acalypha mandonii é uma espécie de flor do gênero Acalypha, pertencente à família Euphorbiaceae.